# Hôtel de Chastenoy
L’hôtel de Chastenoy est un édifice situé dans la ville de Nancy, dans la Meurthe-et-Moselle en région Lorraine (Grand Est).

## Histoire
Édifié au XVIe siècle, cet hôtel particulier a appartenu à François de Chastenoy, écuyer et conseiller du duc Charles III de Lorraine (1545-1608). Il se présente sous la forme d'un bâtiment tout en profondeur où se succèdent trois corps et deux cours intérieures. La première cour possède un remarquable escalier à vis qui permet d'accéder aux galeries à balustrade ajourée.
Le décor de la porte sur rue, flanquée de deux pilastres surmontés de têtes de lion, est inspiré de l'Antiquité. Le mascaron qui couronne la porte représenterait soit une tête de méduse soit la tête de l'épouse de François de Chastenoy. Les angles de la porte sont également ornés de rameaux. Enfin, sur le fronton, étaient sculptées autrefois les armes de François de Chastenoy et de son épouse.

## Classement
Situé au no 92 de la Grande-Rue, dans le quartier de Ville-vieille, l'hôtel de Chastenoy est partiellement inscrit et partiellement classé au titre des monuments historiques. 
L'arrêté d'inscription du 12 juin 1944 concerne les façades et les toitures donnant sur la première cour. 
L'arrêté du 22 mai 1945 concerne la porte d'entrée sur rue et le puits situé dans la deuxième cour.